# Адалберт II фон Винтертур
Адалберт II фон Винтертур (на немски: Adalbert II. von Winterthur; * ок. 1025; † 18 юни 1053 при Чивитате, Пулия, Италия) е граф на Винтертур в Швейцария. Той е от род Удалрихинги.
Той е син на граф Вернер I († 23 август 1040), граф на Маден и Винтертур, управител на Кауфунген, и съпругата му Ирмгард фон Неленбург, дъщеря или сестра на граф Епо фон Неленбург. Баща му е убит 1040 г. като знаменосец на император Хайнрих III в битка в Бохемия.
Адалберт II наследява графството Винтертур. Той има три братя. Брат е на знаменосеца Вернер II († 1053), граф на Маден и Некаргау. Брат му Херман († 1065) е духовник, абат (1051 – 1065), а третият му брат Лиутфрид II (* ок. 930) е убит в същата битка като баща им. Адалберт II фон Винтертур прави с майка си дарения.
Адалберт II фон Винтертур и брат му Вернер II са убити на 18 юни 1053 г. в битката при Чивитате във швабската войска на папа Лъв IX против нормадите.

## Дете
Адалберт II фон Винтертур има една дъщеря наследничка:
- Аделхайд фон Винтертур-Кибург († 1118/сл. 1 март 1125), омъжена ок. 1070 г. за граф Хартман I фон Дилинген (* малко сл. 1040/ок.1050; † 16 април 1120 или 1121). Той получава чрез женитбата си големи територии в Северна Швейцария в Тургау и замък Кибург. През 1095 г. Хартман и съпругата му основават августинския манастир Нересхайм и през 1106 г. го правят бенедиктинско абатство. Манастирът става домашен манастир и гробно място на фамилията на графовете на Дилинген. Дъщеря им Матилда става абатиса на манастира. Син им Улрих I фон Кибург-Дилинген († 27 август 1127) e епископ на Констанц (1111 – 1127).